# انتونیو بیوسکا
انتونیو بیوسکا (انگلیسی: Antonio Biosca؛ زادهٔ ۸ دسامبر ۱۹۴۸) بازیکن فوتبال اهل اسپانیا است.
از باشگاه‌هایی که در آن بازی کرده‌است می‌توان به باشگاه فوتبال رئال بتیس اشاره کرد.
وی همچنین در تیم‌های ملی فوتبال Spain national amateur football team و اسپانیا بازی کرده‌است.